# Селище (Гніванська міська громада)
Се́лище (раніше Черленков та Черленков Новий) — село в Україні, в Гніванській міській громаді Вінницького району Вінницької області. Населення становить 2004 осіб.

## Географія
У селі річка Безіменна впадає у Південний Буг.
Неподалік від села знаходиться заповідне урочище Гніванське.

## Населення

### Мова
Розподіл населення за рідною мовою за даними перепису 2001 року:
| Мова            | Кількість | Відсоток |
| --------------- | --------- | -------- |
| українська      | 2115      | 97.06%   |
| російська       | 59        | 2.71%    |
| білоруська      | 2         | 0.09%    |
| інші/не вказали | 3         | 0.14%    |
| Усього          | 2179      | 100%     |

## Історія
Історична назва села Черленков та Черленков Новий, пізніше село має назву Селище.     
Історично старий Черленков розташовувався на території самого села Селища та сусіднього села Бохоники.      
В книзі "Polska XVI wieku pod wzgledem geograficzny-statystycznym. 9,1=20, Ziemie Ruskie: Ukraina;(Kijow-Braclaw)", виданій в Варшаві в 1894 році на сторінці 139 згадується Черленков за 1629 рік, та Ян Черленковський і Хмелецькі, а потім на ст. 141 згадують Бохоники і Черленков під Яном Черленковським.    
Наприклад в книзі "Polska XVI wieku pod wzgledem geograficzny-statystycznym. 11,3=22, Ziemie Ruskie: Ukraina;(Kijow-Braclaw)", виданій у Варшаві в 1897 році на ст. 175 згадується село Селище і його інша назва Черленков Новий. Також в поданій книзі на ст. 711 зазначено, що Черленков гніздо роду Черленковських, до котрих ще під кінець першої чверті XVII ст. (1629) належать по праву сторону Богу —Бохеники (Bohenniki) і Рівець (Rowiec) , а по лівій — Юрківці нині село Лани (Jurkowce), Комаров (Komarow), Селище (Siedliszcze), Гнівань (Hniewan), Ярошівка (Jaroszowke) та Гризiнці (Hryzince). Також в цій книзі на ст. 626 зазначено, що Черленковські мають власності свого гнізда на Богу, нижче Вінниці — до устя Ровця; де Черленков вже зазначений 1530 року. Під кінець першої чверті XVII ст. (1629) до них належать: Бохоники, Юрковці та Ровець.    
В книзі 1845 року Тимотеуша Ліпінського і Міхала Балінського "Starozytna Polska pod wzgledem historycznum, jeograficznym I statystycznym opisana. 2,2" сказано на ст. 1371 що Селище над Богом спочатку називалося Черленков і було у власності Черленковських. З тих Стефан Подшаша брацлавський, зробив запис близько 1624 року на фундації Домініканів. Попри його бажання, через спустошення цього місця через Татар, не могли бути виконані до кінця, був заснований монастир проповідницької громади у Вінниці в 1630 році. Заново заселений посад, отримав назву Селище, і з часом його підвищили до містечка, котре належало до Щеньовських,  було 1775 будинків з 70 орендарями. Мурований на високій скелі замок, оснащений баштами, в якому жив в 1790 році Онуфрій Щеньовський Підсудок земський брацлавський."        
 — колишнє власницьке село Юзвинської волості Вінницького повіту Подільської губернії.  

## Природа
Село розташоване в межах Українського кристалічного щита. Фундамент складають гірські породи докембрійського  віку (2,1-2,6 млрд років), які представлені в основному гранітами та гранітогнейсами (мігматитами). Досить часто гранітогнейси виходять на денну поверхню (на «Камінні», біля Черленковської башти).  Кристалічні породи перекриті  незначною товщею осадових відкладів (від декількох метрів до десятків і сотень метрів) палеозойського і мезозойського віку — пісковиками, сланцями, вапняками, крейдою, конгломератами, алевролітами та ін. «Найсвіжіші», неогеново-антропогенові (кайнозойська ера) ідклади представлені в основному піщано-глинистими породами, такими як глина, лесовидні суглинки, піски, пісковики, галька, гравій.
Близько 2 млрд років тому територія села, як частини Поділля являло собою потужню гірську систему.
Територія села поступово підіймається зі швидкістю 1-4 мм в рік.
Рельєф села в тому вигляді, яким він є тепер, сформувався в тісному зв'язку з геологічною будовою і є результатом дії вже протягом тривалого часу в основному зовнішніх факторів. Великий вплив на його формування мала (i тепер має) робота поверхневих вод. Тому сучасна поверхня села являє собою хвилясту рівнину, яка розташована в межах Подільської височини, яка в свою чергу розміщується на великій структурі Східно-Європейської рівнини.
Як і на більшій частині України, клімат села помірно-континентальний. Для нього характерні тривале нежарке літо з достатньою кількістю вологи та порівняно коротка несувора зима. Він сформувався під впливом різноманітних факторів, головним з яких є величина сонячної радіації. Висота сонця над горизонтом в червні в полудень сягає 64°, в грудні — 18°,  а в дні рівнодення  41°. Тривалість дня коливається від 8 до 16,5 годин. Неоднакові показники висоти сонця над горизонтом та атмосферна циркуляція протягом року впливають на зміну денної сонячної  радіації від 130 кал/см2 в грудні до 532 кал/см2 в червні. За своїм географічним положенням територія села перебуває в сфері впливу насичених вологих повітряних мас (циклонів), що йдуть з Атлантичного океану. Влітку вони приносять значну хмарність, опади, зниження температури повітря, а взимку — потепління, відлиги, снігопади. Також впливають повітряні маси зі сходу (суха погода: холодна  взимку, жарка влітку), Арктики (частіше навесні та восени, приносить різке похолодання) та Середземномор'я (схожі за дією на Атлантичне повітря, тільки влітку тепліші).
Пересічна температура січня у селі -5,4°С, липня +18,6°С. Абсолютний мінімум температур у сусідній Вінниці був зафіксований у лютому 1938 року –38,2°. Абсолютний максимум — у липні 1936 року +37,8°. Протягом останніх 100 років середньорічна температура у селі, як і в цілому на Землі, підвищилася на 1°.
Річна кількість опадів 630 мм. Найменше їх випадає у березні і жовтні, найбільше у червні-липні.
З несприятливих кліматичних явищ спостерігаються хуртовини (від 6 до 15 днів на рік), тумани в холодний період року (37-50 днів), грози з градом (3-5 днів), буревії (2-3 дні). Вегетаційний період триває 206—207 днів. Він починається з квітня і продовжується до кінця жовтня.
Взагалі клімат села завдяки оптимальному поєднанню тепла і вологи сприятливий для сільськогосподарського виробництва.
Внутрішні води села складаються з поверхневих і підземних. Поверхневі води в межах села представлені річкою Південний Буг і двома його притоками, Безіменною і Гапчиною річкою (ліві притоки). На території села розташовані 3 ставки. Живляться Південний Буг і його притоки дощовими (48 %), сніговими (25 %) і підземними водами (27 %). Для річок характерні чітко виражені весняні повені та дощові паводки протягом року. Мінералізація гідрокарбонатна-кальцієва.
Підземні води села належать до гідрогеологічної провінції Українського щита і мають протерозойський вік формування (2-2,5 млрд р.)
Південний Буг має довжину в межах села 8 км. Пересічні глибини близько 2 м, максимальні — близько 4 м. Швидкість течії близько 0,5 м/с. Але під час повеней чи паводків досягає 2,5 м/с. Льодостав нестійкий. На всій ділянці в межах села річка судноплавна.

## Пам'ятки
- Черленківський замок (руїни) (XVI—XVIII ст.)

Історія будівництва та занепаду замку лежить в межах XVI—XVIII ст.
Нині від замку залишилися руїни башти, фундаменти прямокутної будівлі та підземні ходи.
Через населений пункт проходить маршрут «Camino Podolico» — це подільський шлях святого Якова, який поєднує міста: Вінниця, Бар та Кам'янець-Подільський.

## Залізниця
Пункт зупинки поїздів «Селищанський».

## Постаті
- Бомко Микола Дмитрович (1973—2023) — штаб-сержант Збройних сил України, учасник російсько-української війни, Герой України (2024, посмертно).